# 川口市立東中学校
川口市立東中学校（かわぐちしりつ ひがしちゅうがっこう）は、埼玉県川口市東本郷にある公立中学校。

## 概要
川口市は公立学校選択制を取り入れているが、川口市教育委員会の方針によって2014年度の新入生より学区外からの通学でも自転車通学は禁止になった。

## 沿革
- 1978年4月1日 - 川口市立榛松中学校を分離[2]

## 教育目標
- よく考える生徒（賢く）
- 心豊かな生徒（優しく）
- 心身ともに逞しい生徒（逞しく）
- 勤労奉仕の心をもつ生徒（美しく）[3]

## 部活動

### 運動部
- サッカー部
- 野球部
- バレーボール部
- 陸上部
- ソフトテニス部
- ソフトボール部
- バスケットボール部
- 卓球部
- 水泳部
- 剣道部
- ハンドボール部
- 相撲部[4]

### 文化部
- 吹奏楽部
- 美術部
- 総合科学部
- 総合文化部

## 通学区域
- 赤井 - 一部
- 赤井1丁目 - 全域
- 赤井2丁目 - 全域
- 赤井3丁目 - 全域
- 赤井4丁目 - 全域
- 江戸1丁目 - 全域
- 江戸2丁目 - 全域
- 江戸3丁目 - 全域
- 江戸袋1丁目 - 全域
- 江戸袋2丁目 - 全域
- 大竹 - 全域
- 蓮沼 - 一部
- 東本郷 - 一部
- 東貝塚 - 全域
- 東本郷1丁目 - 全域
- 東本郷2丁目 - 一部
- 本蓮1丁目 - 一部
- 本蓮2丁目 - 全域
- 本蓮3丁目 - 全域
- 本蓮4丁目 - 全域
- 前野宿 - 全域
- 峯 - 一部[5]

## 卒業生
- 藤ノ花友和 - 元力士
- 瀬古樹 - サッカー選手(川崎フロンターレ所属)
- 武田雄一 - オートバイライダー